# 1996 FO2
1996 FO2 är en asteroid i huvudbältet som upptäcktes den 17 mars 1996 av NEAT vid Haleakalā-observatoriet.
Asteroiden har en diameter på ungefär 4 kilometer.